# Регионална лига Републике Српске у фудбалу 2010/11.
Регионална лига Републике Српске у фудбалу 2010/11. је треће по реду такмичење Регионална лиге Републике Српске у организацији Фудбалског савеза Републике Српске. У сезони 2010/11. се такмичило 48 клубова, у четири групе, од чега у Групи Запад ,Групи Центар,Групи Исток по 14 клубова, те у Групи Југ 6 клубова.

## Резултати групе Запад
- Регионална лига Републике Српске у фудбалу — Запад 2010/11.

## Резултати групе Центар
- Регионална лига Републике Српске у фудбалу — Центар 2010/11.

## Резултати групе Исток
- Регионална лига Републике Српске у фудбалу — Исток 2010/11.

## Резултати групе Југ
- Регионална лига Републике Српске у фудбалу — Југ 2010/11.